# Theodor Wolff

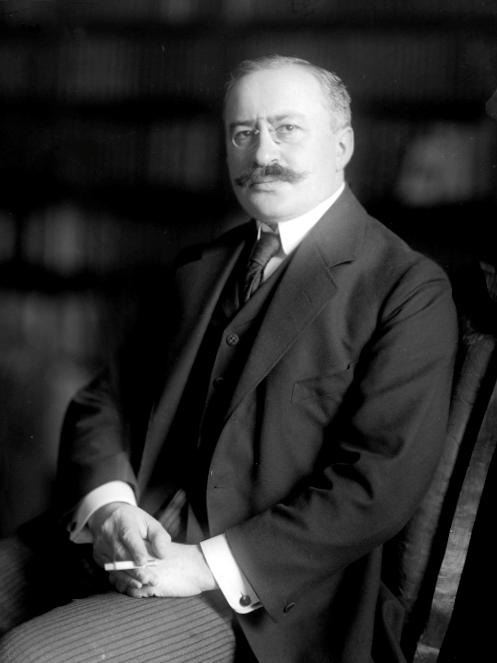
Theodor Wolff (1913)

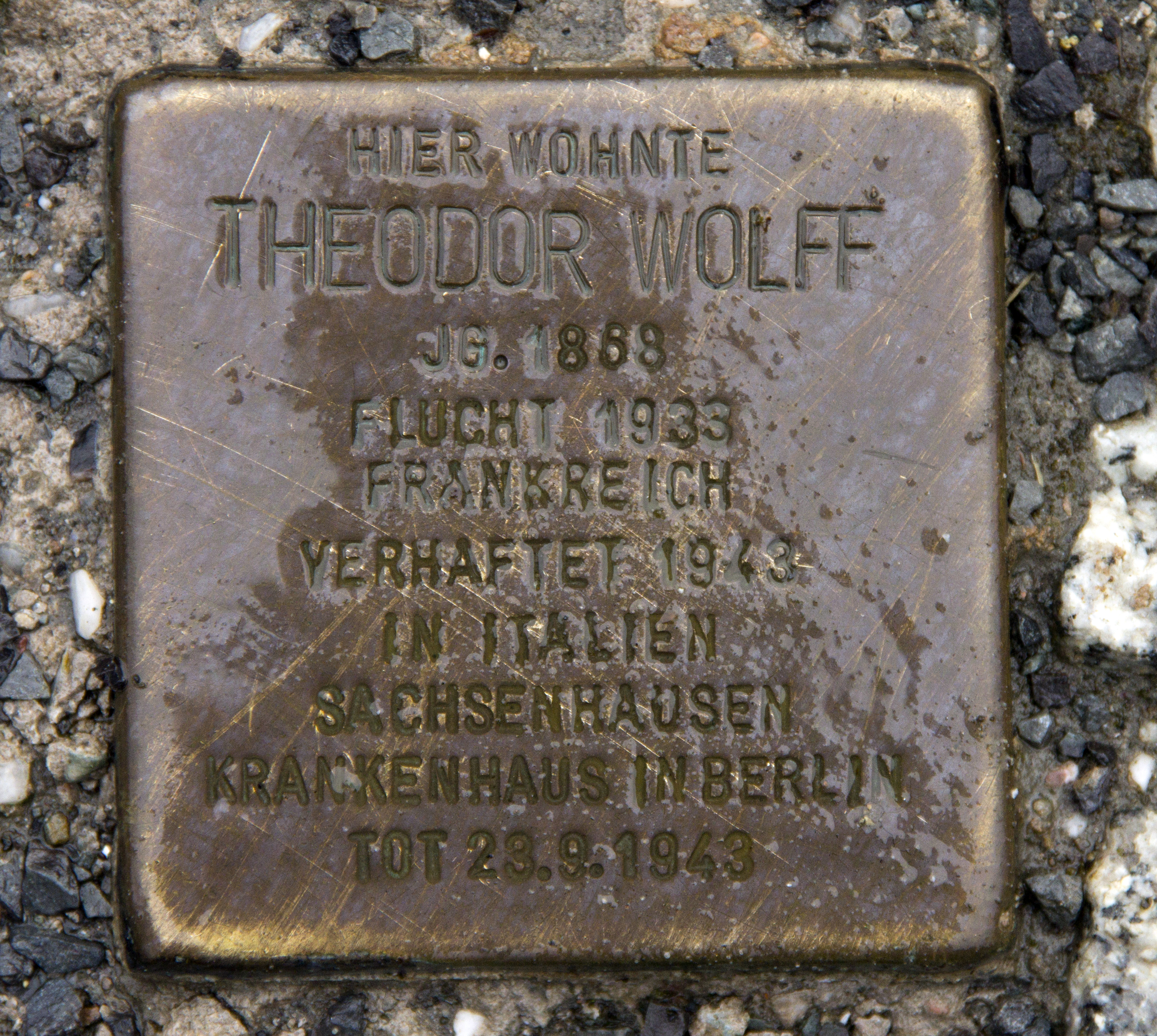
Stolperstein, Hiroshimastraße 19 in Berlin-Tiergarten

Theodor Wolff (* 2. August 1868 in Berlin; † 23. September 1943 ebenda) war ein deutscher Schriftsteller, einflussreicher Publizist und Kritiker.

## Leben
Theodor Wolff kam als zweites von vier Kindern des aus Schlesien stammenden Stoff-Großhändlers Adolf Wolff und dessen Ehefrau Recha, geborene Davidsohn, einer Arzttochter aus Danzig, in Berlin zur Welt. Sein Bruder ist der Karikaturist und Zeichner Fritz Wolff. Er wuchs in einer großbürgerlich-jüdischen Familie auf. Das Königliche Wilhelms-Gymnasium verließ er kurz vor dem Abitur. Wolff heiratete 1902 in Paris die aus einer protestantischen preußischen Familie stammende Schauspielerin Marie Louise Charlotte Anna Hickethier, genannt Änne. Das Paar hatte drei Kinder: Richard Wolff (geboren am 14. Juni 1906 in Paris), Rudolf Wolff (geboren am 9. Juli 1907 in Berlin) und Lilly Wolff (geboren am 7. August 1909 in Berlin), die evangelisch getauft wurden.

### Kaiserzeit

Theodor Wolff (1901)

1887 nahm Wolffs fünfundzwanzig Jahre älterer Vetter Rudolf Mosse den neunzehnjährigen Theodor Wolff in die Redaktion seines Verlages auf und vermittelte Wolff eine gründliche journalistische Ausbildung in allen Abteilungen des Mosse-Konzerns. In diesen Jahren schrieb Wolff mehrere zeitgenössische Theaterstücke, die er später in seinen Erinnerungen selber als nicht bedeutend bezeichnete. 1889 war er Mitbegründer der Freien Bühne in Berlin. Als Paris-Korrespondent des Berliner Tageblatts verfasste Wolff, der unter der Angabe „von unserem Pariser Korrespondenten“ schrieb, zahlreiche Beiträge, die sich mit dem öffentlichen Leben in Frankreich befassten. 1896 wurde er durch seine Berichterstattung zur Dreyfus-Affäre bekannt.
Im Herbst 1906 bot ihm Rudolf Mosse die Leitung des Berliner Tageblatts an. Bis 1933 blieb Wolff dessen Chefredakteur und entwickelte das Blatt zu einer reichsweit bekannten Tageszeitung. Publizistisch richtete er sich gegen Großmachtpolitik und wies wiederholt auf die daraus folgende außenpolitische Isolation hin. Wolff förderte in dieser Zeit viele Redakteure, deren Individualität für ihn eine wichtige Basis des liberalen Profils der Zeitung war. Zu seinem Markenzeichen wurde der montags erscheinende Leitartikel. Er setzte sich für allgemeine zivile Bürgerrechte ein, kritisierte das militärische Selbstverständnis des Kaiserreiches, forderte die Abschaffung des Dreiklassenwahlrechts und eine Liberalisierung der Bismarckschen Reichsverfassung.
Nach Ausbruch des Ersten Weltkriegs akzeptierte Wolff anfangs die Zurückstellung innenpolitischer Konflikte. Im Sommer 1916 brach das Berliner Tageblatt die Burgfriedenspolitik und thematisierte als erste Zeitung die Kriegszielfrage öffentlich. Daraufhin wurde die Ausgabe vom 28. Juni 1916 beschlagnahmt und die Auslieferung der Zeitung vom 1. bis 7. August 1916 verboten. Reichskanzler Bernhard von Bülow verweigerte dem Berliner Tageblatt jegliche Gespräche, Nachfolger Theobald von Bethmann Hollweg befahl allen Dienststellen, den Redakteuren weder „Nachrichten noch orientierende Winke“ zukommen zu lassen. Wolff protestierte, indem er mehrere Monate nichts veröffentlichte, was im Ausland zur Kriegspropaganda gegen Deutschland herangezogen wurde. Trotz aller Widrigkeiten hielt er daran fest und gab dem auch im Berliner Tageblatt Ausdruck, dass nur eine Verständigung mit Frankreich dauerhaften Frieden bringen werde.

### Weimarer Republik
Wolff formulierte im November 1918 den Aufruf zur Gründung der Deutschen Demokratischen Partei (DDP) und veröffentlichte ihn am 16. November 1918, eine Woche nach Beginn der Revolution in Berlin, im Berliner Tageblatt. Mitwirkende waren Alfred Weber und Otto Fischbeck. Wolff forderte, den Versailler Vertrag nicht zu unterzeichnen. Er veröffentlichte während der Debatte über die Kriegsschuldfrage zwei Bücher. Nach einem Jahr Parteierfahrungen mit Fraktionszwang, organisatorischen Schwerfälligkeiten und einem verblassenden Konzept zog Wolff sich schrittweise von der Parteiarbeit zurück.
Am 4. Dezember 1926 trat er aus der DDP aus. Anlass dafür war die Zustimmung seiner Partei zur Verabschiedung des Schmutz- und Schundgesetzes. Trotz seines Austritts blieb Wolff seiner politischen Linie treu: In den folgenden Jahren entwickelte sich das Berliner Tageblatt zur Speerspitze der liberalen Demokratie. Allein das Politikressort bestand aus einem 90-köpfigen Stab mit Redakteuren, Leitartiklern und Auslandskorrespondenten, die sich selbst als „Kerntruppe der Republik“ bezeichneten.
Wolff war bei verschiedenen Politikern, Unternehmern sowie Reichsministern ein gern gesehener Gast und galt als entschiedener Demokrat. Später wurde seine Agitation differenzierter beurteilt. Er bekämpfte Linke, Rechte, Konservative, aber auch Angehörige demokratischer Parteien. Seine Methoden gingen dabei teilweise weit über Verbalattacken hinaus. So stieß die Gründung der Republikanischen Partei Deutschlands (RPD) bei Wolff auf derartig entschiedenen Widerstand, dass er unter anderem die Entlassung von Carl von Ossietzky veranlasste, der Gründungsmitglied der RPD und als Redakteur bei der zum Mosse-Konzern gehörenden Berliner Volks-Zeitung beschäftigt war. Ähnlich erging es Kurt Tucholsky, der in einem abschätzigen Rückblick Theodor Wolff als einen herablassenden, „etwas dümmlichen Mann“ mit „angeblich so liberalen“, aber einseitigen Prinzipien beschrieb.

### NS-Zeit
Theodor Wolffs Flucht aus Berlin ist in der Gegenwartsliteratur höchst unterschiedlich beschrieben worden. Insbesondere spätere DDR-Historiker haben den „Mythos Wolff“ für ihre Zwecke weiter entwickelt, indem sie ihn nach Hitlers Machtergreifung zu einem antifaschistischen Widerstandskämpfer im Exil stilisierten. So steht in verschiedenen Nachschlagewerken beispielsweise zu lesen, Wolff habe auf Mordlisten der Nationalsozialisten gestanden und habe wegen eines kritischen Artikels über den Reichstagsbrand sowie wegen seiner jüdischen Herkunft Berlin fluchtartig verlassen müssen. Belege darüber existieren nicht. Margret Boveri, Theodor Heuss, Paul Scheffer und Theodor Wolff selbst schilderten die Ereignisse differenzierter.

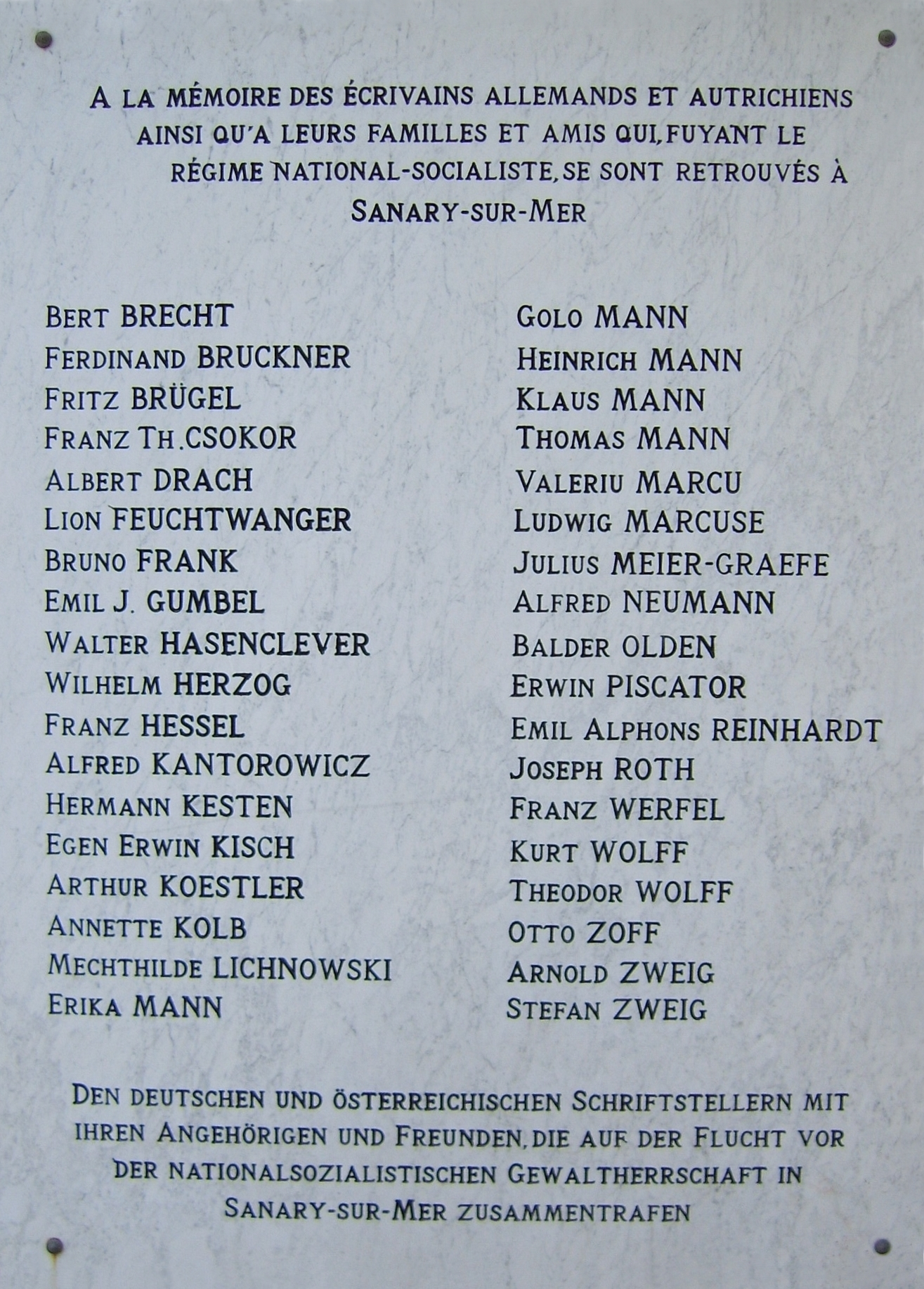
Gedenktafel für die deutschen und österreichischen Flüchtlinge in Sanary-sur-Mer, unter ihnen Theodor Wolff

Nach der Reichstagswahl im Juli 1932 wurden auf Veranlassung von Hans Lachmann-Mosse in allen Mosse-Zeitungen neutralere Töne angeschlagen. Victor Klemperer schrieb in seinem Tagebuch am 30. Januar 1933, das Berliner Tageblatt sei „nun auch […] ganz zahm geworden“. 
Wolff verfasste nach der Machtübernahme nur noch wenige Artikel. Sein einspaltiger Leitartikel am 31. Januar 1933 trug die Überschrift „Es ist erreicht“ und enthielt die Namen der neuen Kabinettsmitglieder nebst zurückhaltenden Kommentaren über die Erfolgsaussichten der Hitlerregierung. Die Ereignisse um den Reichstagsbrand wurden im Berliner Tageblatt ohne Wolffs Mitwirkung sachlich dargestellt.

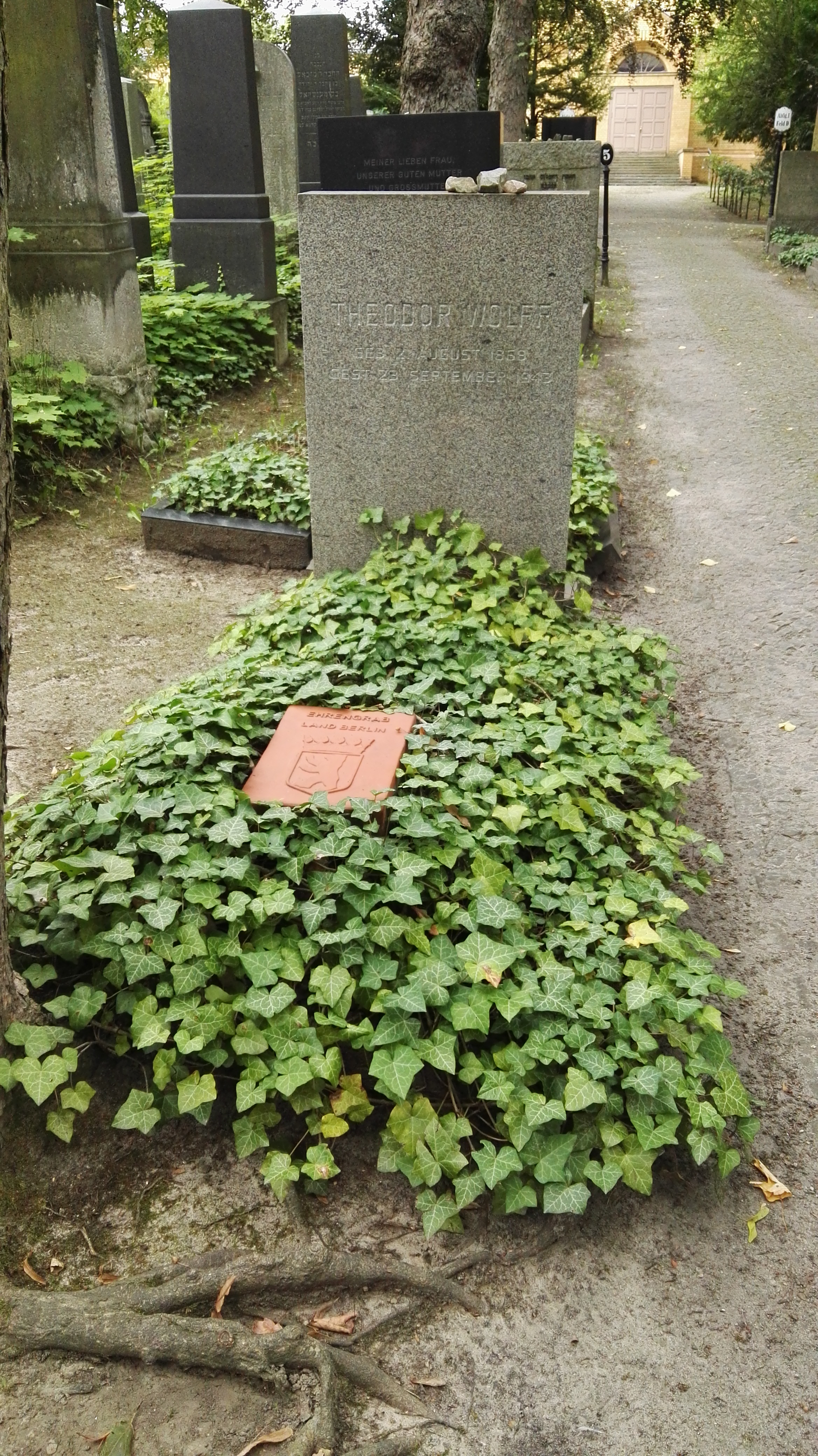
Theodor Wolffs Ehrengrab, gestiftet vom Land Berlin

Wolff verließ Berlin in der Nacht vom 27. zum 28. Februar in Richtung München. Er kehrte am 3. März 1933 (zwei Tage vor der Reichstagswahl) zurück und erhielt bei seiner Ankunft im Mossehaus seine Entlassung. Die Kündigung erging nicht auf Veranlassung der neuen Machthaber, sondern Lachmann-Mosse zog damit den Schlussstrich unter eine Auseinandersetzung, die er mit Wolff seit 1928 geführt hatte, nachdem das Berliner Tageblatt bereits ab 1926 nur noch Verluste erwirtschaftet hatte. Aufgrund der fallenden Auflage forderte der Firmeninhaber wiederholt inhaltlich mehr Sachlichkeit, was Wolff ignorierte. Am 13. September 1932 musste der Konzern das Konkursverfahren eröffnen. Mehr als 3000 Arbeitsplätze standen auf dem Spiel; rund 8000 Gläubiger meldeten ihre Ansprüche an. Wolff trug hierfür Mitverantwortung, weil er zu 100 Prozent die personelle und inhaltliche sowie zu 50 Prozent die kaufmännische Leitung des Berliner Tageblatts innehatte. Lachmann-Mosse teilte ihm bei seiner Entlassung mit:

„Für unabsehbare Zeit wird sich das Berliner Tageblatt innenpolitisch im Wesentlichen neutral auf die Bearbeitung der großen wirtschaftlichen und außenpolitischen Fragen konzentrieren. Aber wahre Demokratie und Gerechtigkeit verlangen, dass positive Leistungen des Staates, auch dann wenn dieser Staat eine wesentlich andere Gestalt angenommen hat, sachliche Anerkennung erfahren.“

Wolffs letzter Leitartikel erschien zwei Tage nach seiner Entlassung; er hatte ihn in München über die bevorstehende Reichstagswahl entworfen.
Am 5. März 1933 gab er in einem Wahllokal nahe seinem Haus in der Hohenzollernstraße (heute Hiroshimastraße) seine Stimme zur Reichstagswahl ab und reiste noch am gleichen Tag zurück nach München. Er und seine Familie reisten am 9. März nach Seefeld in Tirol und wohnten dort im Hotel Berghof. Er schrieb mehrere Briefe an Lachmann-Mosse, in denen er darauf bestand, im Berliner Tageblatt weiterhin als Chefredakteur genannt zu werden. Sein Name wurde bis zum 20. März im Impressum aufgeführt.
Im Spätsommer 1933 weilte er für rund zwei Monate im Splendide Royale in Lugano und in Zürich im Dolder Grand Hotel. Schweizer Behörden lehnten einen längeren Aufenthalt ab. Die Familie war wohlhabend und hatte ihr Privatvermögen schon vor der Inflation 1922/23 beim Bankverein in Basel in Schweizer Franken angelegt.
Aus Prestigegründen strebten Joseph Goebbels und Hermann Göring zwischenzeitlich die Erhaltung des Berliner Tageblatts an. In der Schweiz erreichte Wolff ein Angebot Görings, die Zeitung als Chefredakteur weiterzuführen. Dafür wurde ihm sogar eine „Ehrenarierschaft“ in Aussicht gestellt. Obwohl Wolff das Angebot ablehnte, unterstützte ihn das Propagandaministerium beim Verkauf seines Hauses zu einem regulären Preis und bei der Abwicklung seiner Bankguthaben in Deutschland. Vermutlich erwartete Goebbels von ihm im Gegenzug eine Zurückhaltung bei Berichten in ausländischen Zeitungen.
Im Frühjahr 1934 zog Wolff mit seiner Familie nach Frankreich. Er kaufte eine große Wohnung in Nizza (mit Blick aufs Meer an der Promenade des Anglais) und ein kleines Strandhaus in Sanary-sur-Mer. Das Auswärtige Amt schickte ihm Möbel seines Berliner Hauses, sein Privatarchiv und seine umfangreiche Bibliothek in einem versiegelten Waggon nach Nizza. Wolff schrieb in Südfrankreich keine Artikel mehr, sondern ausschließlich historische Romane. Am politischen Kampf von Exilanten beteiligte er sich nicht.
Goebbels’ und Görings Ziele änderten sich mit Hitlers Denkschrift zum Vierjahresplan von 1936. Im Vordergrund stand nunmehr die Optimierung von Ressourcen und damit verbunden die Reduzierung von Tageszeitungen. Das Ende des Berliner Tageblatts war beschlossene Sache. Die Zahl der Tageszeitungen sank bis 1937 auf 2500 und bis 1944 auf 977.
Am 26. Oktober 1937 wurde Wolff ausgebürgert. Nach der Niederlage Frankreichs im Juni 1940 betrieb er erfolglos die Auswanderung nach Amerika. Nach Palästina wollte er nicht – Wolff stand dem Zionismus fern und glaubte zeitlebens an eine „deutsch-jüdische Symbiose“. Am 23. Mai 1943 wurde er in Nizza von Zivilbeamten der italienischen Besatzungsmacht verhaftet, die Wolff der Gestapo übergaben. Nach Zwischenaufenthalten in einem Marseiller Gefängnis und dem Sammellager Drancy wurde er ins Gefängnis Moabit deportiert. An Phlegmone erkrankt, wurde er am 20. September 1943 in das Berliner Jüdische Krankenhaus verlegt. Wolff starb dort drei Tage später.
Sein Ehrengrab befindet sich auf dem Jüdischen Friedhof in Berlin-Weißensee. Der 1961 gestiftete Theodor-Wolff-Preis wird seit 1973 vom Bundesverband Deutscher Zeitungsverleger verliehen.

## Werke
- Der Heide. Roman, Berlin 1891.
- Der Untergang. Roman, Berlin 1892.
- Die stille Insel. Schauspiel in 4 Akten, Berlin 1894.
- Die Sünder. Eine Liebesgeschichte. Berlin 1894.
- Niemand weiß es. Stück in 3 Aufzügen, München 1895.
- Geistige und künstlerische Beziehungen zwischen Deutschland und Frankreich. In: Fünfundzwanzig Jahre Deutscher Zeitgeschichte – 1872–1897. Jubiläums-Schrift. Hrsg. v. d. Redaktion des Berliner Tageblatts, Rudolf Mosse, Berlin 1897, S. 139–148.
- Die Königin. Schauspiel in 3 Aufzügen, Köln 1898; (zweite, stark überarbeitete Auflage als Schauspiel in vier Aufzügen, Köln 1904).
- Pariser Tagebuch. München 1908; Neuausgabe Berlin 1927 (Auswahl aus den zwischen 1894 und 1906 erschienenen Korrespondentenberichten).
- Spaziergänge. Köln 1909.
- Vollendete Tatsachen, 1914–1917. Berlin 1918.
- Das Vorspiel. München 1924; Paris 1926.
- Anatole France. Berlin 1924 (Privatdruck).
- Der Krieg des Pontius Pilatus. Zürich 1934; London 1935, Paris und New York 1936, Prag 1937.
- Der Marsch durch zwei Jahrzehnte. Amsterdam 1936; London 1936, Paris 1937; als stark erweiterte Neuausgabe unter dem Titel Die Wilhelminische Epoche, 1989.
- Die Schwimmerin. Ein Roman aus der Gegenwart. Oprecht, Zürich 1937, DNB 992955742. Neuausgabe mit einem Nachwort von Ute Kröger. Weidle Verlag, Bonn 2021, ISBN 978-3-949441-00-4.

posthum erschienen
- Juli 1914. Meine Zeugenaussage zum Ausbruch des Ersten Weltkriegs. Herausgegeben, eingeleitet und mit einer biografischen Skizze über Theodor Wolff von Robert Vehrkamp, Aisthesis, Bielefeld 2014, ISBN 978-3-8498-1066-5.